# Roll On
Roll On je čtrnácté studiové album amerického hudebníka JJ Calea. Vydala jej v únoru 2009 společnost Rounder Records a jeho producentem byl sám Cale. Vedoucím producentem nahrávky byl Mike Kappus. Jde o Caleovo poslední album vydané za jeho života. Na albu se podíleli například Caleova manželka Christine Lakeland či jeho dlouholetý spolupracovník Eric Clapton. V americké hitparádě Billboard 200 se album umístilo na 113. příčce. Rovněž se umístilo v řadě dalších hitparád různých zemí, avšak nikde v první desítce.

## Seznam skladeb
Autorem všech skladeb je JJ Cale.
1. „Who Knew“ – 3:30
2. „Former Me“ – 2:48
3. „Where the Sun Don't Shine“ – 3:07
4. „Down to Memphis“ – 3:05
5. „Strange Days“ – 3:10
6. „Cherry Street“ – 3:43
7. „Fonda-Lina“ – 3:20
8. „Leaving in the Morning“ – 2:37
9. „Oh Mary“ – 3:34
10. „Old Friend“ – 3:55
11. „Roll On“ – 4:43
12. „Bring Down the Curtain“ – 2:51

## Obsazení
- JJ Cale – zpěv, různé nástroje
- David Teegarden – bicí
- Christine Lakeland – kytara
- David Chapman – baskytara
- Jim Karstein – bicí
- Walt Richmond – klavír
- Bill Raffensperger – baskytara
- Rocky Frisco – klávesy
- Shelby Eicher – mandolína
- Jim Markham – harmonika
- Don White – kytara
- Jim Keltner – bicí
- Mark Leonard – baskytara
- Glen Dee – klavír
- Eric Clapton – kytara
- Steve Ripley – kytara
- John „Juke“ Logan – harmonika